# Mutilation volontaire
Ne doit pas être confondu avec automutilation.

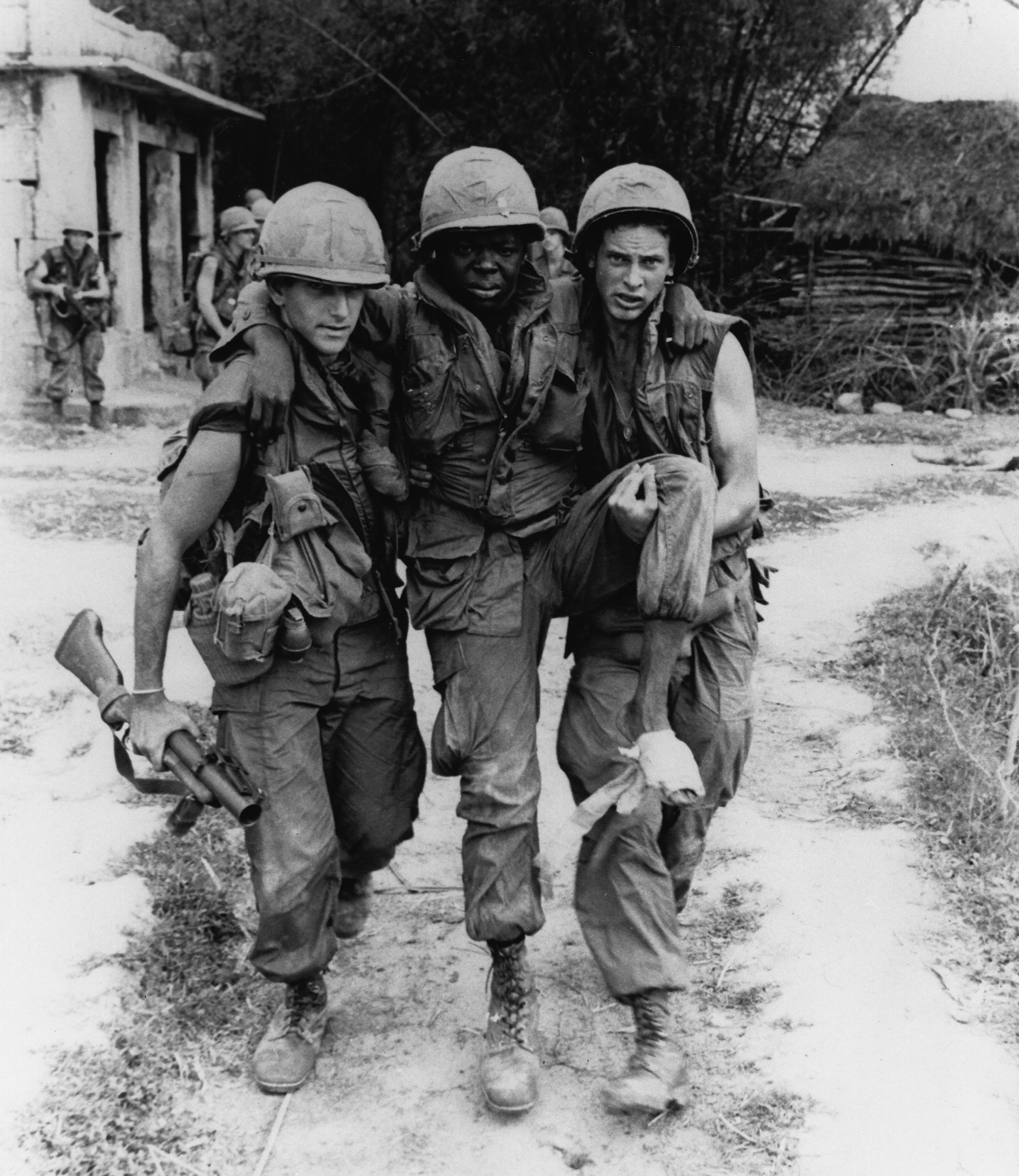
Évacuation du private first class Herbert L. Carter qui s'est délibérément automutilé pendant le massacre de Mỹ Lai en 1968.

Une mutilation volontaire est une forme d'automutilation réalisée dans le contexte militaire ; l'acte par lequel une personne se blesse elle-même, en l'absence de problèmes psychologiques sous-jacents, dans l'objectif d'en tirer un avantage. En droit français, la mutilation volontaire est « le fait pour tout militaire de s'être rendu volontairement impropre au service, soit d'une manière temporaire, soit d'une manière permanente, dans le but de se soustraire à ses obligations militaires ».

## Typologie
Nombre de mutilations volontaires consistent à tirer sur ses propres mains, bras, jambes et pieds. Une personne peut aussi choisir de laisser évoluer une blessure mineure en négligeant volontairement de la soigner. Pendant les guerres napoléoniennes, des conscrits s'arrachent les dents qui sont nécessaires pour déchirer les cartouches. Les mutilations sont tellement nombreuses que les coupables doivent cinq ans de service de plus.

## Histoire
La mutilation volontaire est parfois pratiquée par des prisonniers dans des prisons et camps de travaux forcés pour se soustraire aux corvées et bénéficier d'un séjour, relativement moins pénible, dans une infirmerie ou dans une caserne.
« Les législateurs de la fin du XIXe siècle concevaient la mutilation volontaire comme un phénomène précédant la conscription dans le but de se soustraire à l’incorporation. Considérée par les militaires comme une pratique civile, elle relevait jusqu’en 1914 de la compétence des tribunaux de droit commun ».
Pendant la Première Guerre mondiale, des soldats engagés par conscription pratiquent la mutilation volontaire pour être retirés du front. À partir de 1914, l'état-major français entreprend de fusiller des soldats pour l'exemple afin de dissuader ces pratiques. Les médecins militaires, alertés sur le sujet, examinent les blessures afin, par exemple, de déceler « les traces de poudre subsistant autour du point d’entrée de la balle ». À cette époque, de nombreux rapports sur des mutilations volontaires laissent planer un soupçon sur des soldats, même si ces blessures pouvaient être des accidents authentiques. Dans certains cas, elle n'est que supposée, car « il était parfois impossible de différencier une mutilation volontaire d'une réelle blessure de guerre ». C'est ainsi que des soldats pourtant blessés par l'ennemi sont conduits au poteau d'exécution.
Le Corps expéditionnaire canadien a recensé 729 cas d'automutilation mais « beaucoup d’autres sont passés inaperçus ».

## Châtiment
Dans la plupart des armées, les mutilations volontaires sont vues comme de graves infractions.
Dans l'armée britannique, pendant la Première Guerre mondiale, le châtiment pour une blessure auto-infligée (décrite comme : Wilfully maiming himself with intent to render himself unfit for service), selon la section 18 de l'Army Act 1881, était l'emprisonnement et non la peine capitale. Dans cette armée, 3 894 hommes ont été reconnus coupable de cette infraction et emprisonnés pour de longues durées,.
Dans les camps de concentration nazis, l'auto-mutilation était une tactique dangereuse car les personnes incapables de travailler finissaient souvent exécutées.

## Dans la culture
Le roman Un long dimanche de fiançailles montre « le parcours de Manech, personnage qui ouvre le roman par une mutilation volontaire ».
Dans Le Secret de la Salamandre, tome 5 des Aventures d'Adèle Blanc-Sec par Jacques Tardi, le soldat Lucien Brindavoine s'entaille le bras avant de le panser volontairement d'un bandage infecté. Cela lui vaut l'amputation à cause de la gangrène, mais aussi la démobilisation.
Dans la bande dessinée Mauvais Genre de Chloé Cruchaudet, Paul (inspiré de Paul Grappe) s'ampute d'un index et prétend qu'un éclat d'obus l'a arraché afin d'être retiré du front.